# ジョワニー
ジョワニー(Joigny, ジョアニーなどとも表記）は、フランス中央部ブルゴーニュ＝フランシュ＝コンテ地域圏ヨンヌ県北西部にある人口1万人あまりの町である。町はヨンヌ川に面している。

## ワイン
町単独のAOCワインブルゴーニュ・コート・サン・ジャックが作られているが、生産量が少なく、日本ではほとんど知られていない。

## 姉妹都市
- マイエン（ドイツ ラインラントファルツ州）
- ゴダルミング（イギリス）
- ハノーバー（アメリカ合衆国 ニューハンプシャー州）

## 主な町出身の人物
- マルセル・エイメ; 小説家